# 特尔诺沃 (波黑联邦)
特尔诺沃是波斯尼亚和黑塞哥维那实体之一波黑联邦薩拉熱窩州的市镇，位于塞拉耶佛市东南30公里处。市镇面积为340.08平方公里，2013年人口数量为1,502人。
战前特尔诺沃市镇面积更大，根据1995年签订的，该市镇一分为二，约三分之二的面积划分给波黑联邦。

## 人口
战前的特尔诺沃市镇包括63个聚居地，共有6,991名居民，其中波族占68.81%，塞族占29.45%。波族居住的聚居地成为波黑联邦的特尔诺沃市镇。根据市镇提供的数据，其人口数量为1,830人，为萨拉热窝州人口最少的市镇，也是人口密度最低的市镇，同时65岁以上的居民比例也最高。
在民族结构上，波族占95.4%，塞族占4.6%。